# Cordovilla la Real
Cordovilla la Real ist ein nordspanisches Dorf und eine Gemeinde (municipio) mit 129 Einwohnern (Stand: 2024) in der Provinz Palencia in der Autonomen Gemeinschaft Kastilien-León. Zur Gemeinde gehören neben dem Hauptort Cordovilla la Real die Weiler Dehesa de Matanzas de Abajo, Dehesa de Matanzas de Arriba und Dehesa de Villandrando. 

## Lage und Klima
Cordovilla la Real liegt in der Region Tierra de Campos auf der kastilischen Hochebene in einer Höhe von ca. 745 m am Pisuerga. Die Provinzhauptstadt Palencia befindet sich mit ihrem Stadtzentrum etwa 23 Kilometer (Fahrtstrecke) westsüdwestlich.
Das Klima im Winter ist durchaus kalt, im Sommer dagegen warm bis heiß; die eher spärlichen Regenfälle (ca. 518 mm/Jahr) fallen überwiegend im Winterhalbjahr.

## Bevölkerungsentwicklung
| Jahr      | 1970 | 1981 | 1991 | 2001 | 2011 | 2021 |
| Einwohner | 306  | 226  | 143  | 121  | 129  | 104  |

## Sehenswürdigkeiten

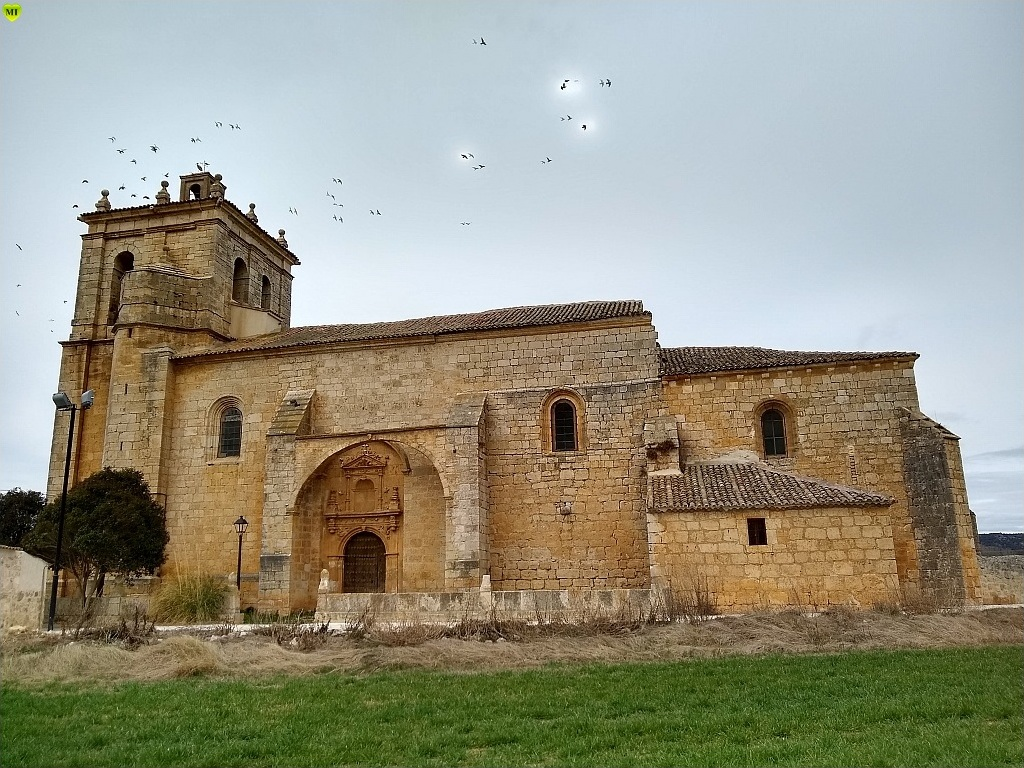
Kirche Mariä Himmelfahrt

- Kirche Mariä Himmelfahrt